# Werner Töniges
Werner Töniges (7 de gener de 1910 - 25 de gener de 1995) va ser un famós Korvettenkapitän de la Kriegsmarine durant la Segona Guerra Mundial. Navegà amb les Schnellboot "S 24", "S 26" i "S 102", enfonsant 80 vaixells en 281 patrulles de combat, amb un total de 86.200 tones.

## Carrera Militar
Werner Toniges va fer el salt de la Handelsmarine a la Kriegsmarine el 1935. El 1937 va ser promogut a Leutnant zur See. A bord del cuirassat de butxaca Admiral Graf Spee participà en la Guerra Civil espanyola. Llavors va ser traslladat al servei en les Schnellboot, on comandà les "S 24", "S 26" i S 102".
Va ser condecorat amb la Creu de Cavaller de la Creu de Ferro el 25 de febrer de 1941, després de 88 patrulles de combat. Un any i mig després, el 13 de novembre de 1942, hi afegiria les Fulles de Roure, sent el primer membre del servei de les Schnellboots en rebre-les. Llavors, Töniges ja havia enfonsat 18 vaixells, entre mercants i de guerra, a més de 2 caça-submarins. Va ser enviat a l'Marineschule a Flensburg-Mürwik de com a comandant de companyia. Allà rebé la Insígnia de les Llanxes Ràpides amb diamants. El setembre del 1943 servia com a oficial d'entrenament al Oberkommando der Kriegsmarine, a on va ser promogut a Korvettenkapitän l'1 de gener de 1945.

## Condecoracions
- Creu Espanyola de Bronze amb Espases – 6 de juny de 1939
- Medalla dels 4 anys de Servei a la Wehrmacht (1939)
- Creu de Ferro de 2a classe – 24 de juny de 1940
- Creu de Ferro de 1a classe – 6 de juliol de 1940
- Insígnia de les Llanxes Ràpides
- Creu de Cavaller de la Creu de Ferro amb Fulles de Roure

- Creu de Cavaller – 25 de febrer de 1941
- Fulles de Roure (143è) – 13 de novembre de 1942

- Insígnia de les Llanxes Ràpides amb diamants – 16 de desembre de 1942
- Escut de Crimea – 16 de desembre de 1943